# Hwange FC
El Hwange Colliery FC (hasta 2005 Wankie FC) es un equipo de fútbol de Zimbabue que participa en la Liga Premier de Zimbabue, la liga de fútbol más importante del país.

## Historia
Fue fundado en la ciudad de Hwange con el nombre Wankie Colliery FC, el cual logró su ascenso a la Liga Premier en el año 2009, aunque antes había ganado la Copa Nacional en 3 ocasiones con el nombre anterior.
A nivel internacional ha participado en 3 torneos continentales, donde su mejor participación ha sido en la Copa Confederación de la CAF del 2012, alcanzando la Segunda ronda.

## Palmarés
- Copa de Zimbabue: 3

1970, 1973, 1991

## Participación en competiciones de la CAF
| Temporada | Torneo                       | Ronda      | Club                  | Casa  | Visita | Global  |
| --------- | ---------------------------- | ---------- | --------------------- | ----- | ------ | ------- |
| 1992      | Recopa Africana              | 1          | Railways SC           | w.o.1 | w.o.1  | w.o.1   |
| 2005      | Copa Confederación de la CAF | Preliminar | Ferroviário de Maputo | w.o.2 | w.o.2  | w.o.2   |
| 2012      | Copa Confederación de la CAF | Preliminar | Jamhuri FC            | 4-1   | 3-0    | 7-1     |
| 2012      | Copa Confederación de la CAF | 1          | Amal Atbara           | 1-1   | 0-0    | 1-1 (a) |

1- Hwange FC abandonó el torneo.

2- Hwange FC se enteró por la Asociación de Fútbol de Zimbabue que solo podrían participar en el torneo si ganaban la final de la Unity Cup; perdieron y declinaron participar, la Federación propuso al Motor Action FC, pero la CAF no lo aceptó.